# Соловій Юрій
Соловій Юрій (англ. Jurij Solovij; 6 січня 1921, Старий Самбір, Галичина — 23 квітня 2007, Ратерфорд, Нью-Джерсі) — українсько-американський художник і письменник-есеїст. Член Нью-Йоркської групи.

## З біографії
Юрій Соловій народився 6 січня 1921 року в Старому Самборі на Львівщині.
Закінчив у Львові мистецько-промислову школу (1944). Згодом у Німеччині і США (жив в Рутерфорді).
Був учасником понад 20 виставок, серед яких: колективні покази українських художників у Мюнхені (1947, Національна Баварська Ґалерея; 1971, Ґалерея Ґюнтер Франке), експозиції в Нюрнберзькому музеї (1950), а також вернісажі в університетах Чикаго (1960) та Нью-Йорка (1972) та ґалереях Торонто і Нью-Йорка.
Митець починав свій творчий шлях під впливом неокубізму, а в 1950—1960-х роках його роботи були позначені рисами нью-йоркської експресіоністичної школи. У його творах часто зустрічаються релігійні мотиви. Також художник активно експериментував з нетрадиційними матеріалами в скульптурі та живописі, використовуючи пластик та пір'я.
Картини виставляв у Мюнхені (Німеччина), Трентоні, Чикаго, Торонто (Канада). Експериментував із матеріалом, розробляв християнські теми. У 2007 році під час відкриття Мистецького арсеналу в Києві відбулося представлення 42 живописних та графічних робіт Юрія Соловія.
Помер 23 квітня 2007 року в Ратерфорді (Нью-Джерсі, США).

## Літературна творчість
Статті, ессе
- Соловій, Юрій. Про речі більші ніж зорі: збірка статей (1978)
- Соловій, Юрій. Багато тем // Сучасність. 1962. Ч. 7.
- Соловій, Юрій. Відвідини «На горі» // Сучасність. 1962. Ч. 12. С. 71-97.

## Малярська творчість
Автор картин у мініятюрних і серійних формах, зокрема:
- «Материнство» (1947),
- «Астральне» (1948),
- «Розп'яття» (1950, 1969),
- цикли «Материнство», «Буття», «Смерть»[6],
- серії «1000 голів» (1971).

Окремі роботи зберігаються у фондах Канадсько-української мистецької фундації у Торонто (Канада), Українського інституту модерного мистецтва у Чикаґо (США) та інших.